# Villa Kissel

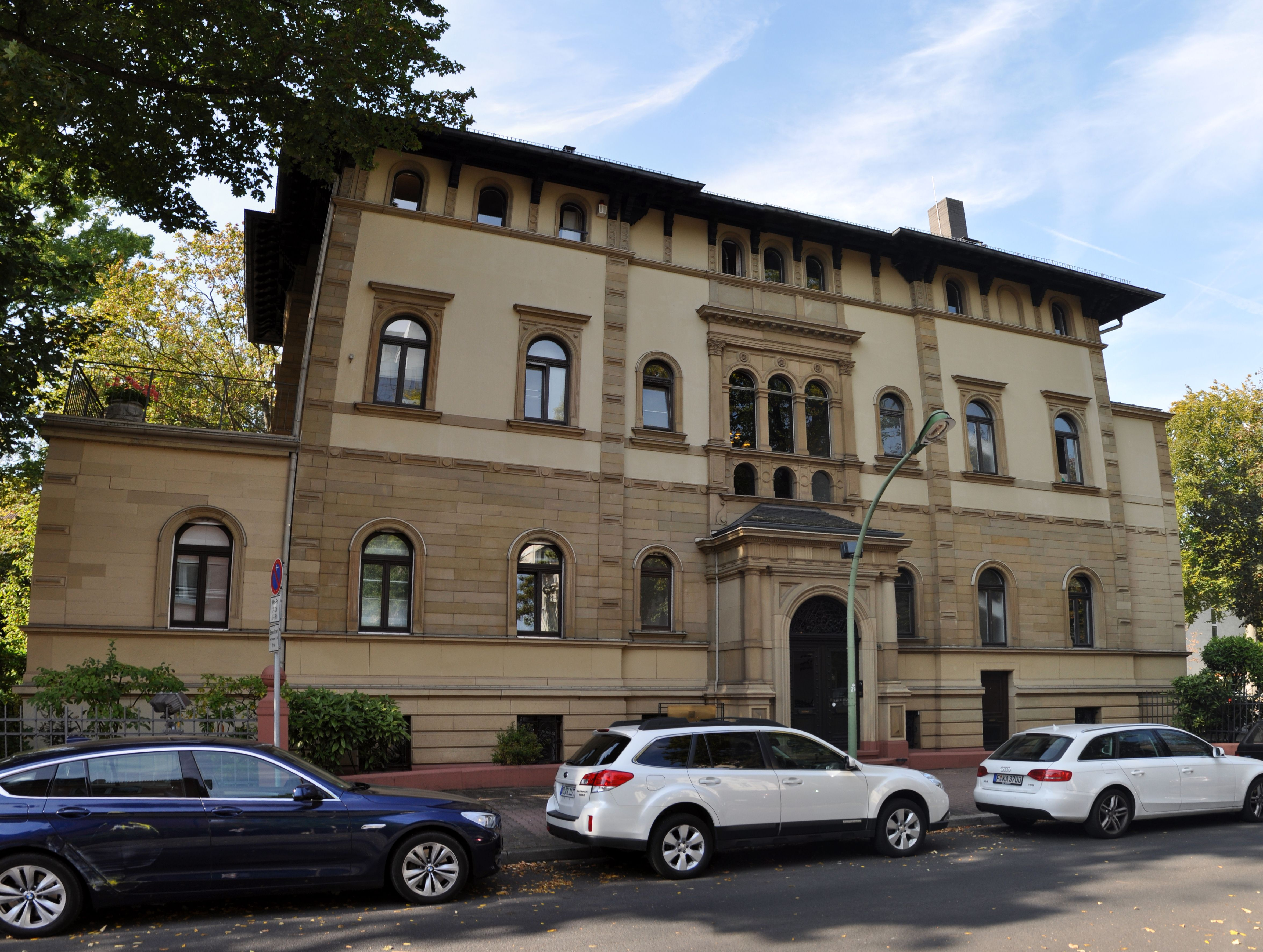
Villa Kissel

Die Villa Kissel ist eine denkmalgeschützte Villa in Frankfurt-Westend in der Freiherr-vom-Stein-Straße 65.
Der reiche Frankfurter Kaufmann Norbert Kissel beauftragte 1887 die Architekten Aage von Kauffmann und Ludwig Neher mit dem Bau einer Villa auf einem großen Grundstück nahe dem Grüneburgpark. Die große Villa im Stil der Neorenaissance wurde 1889 fertiggestellt. Das Haus verfügt über eine symmetrische Fassade mit axialem Hauptportal zwischen Seitenrisaliten und Mezzaningeschoss. Die ursprünglichen Sgraffiti der Putzfassade sind zerstört.
Kissels Witwe verkaufte das Haus an den Bankier Otto Braunfels, Seniorchef des Bankhauses Jakob H. Stern. Nach mehreren Besitzerwechseln stand das Haus ab 1972 leer und befand sich in schlechtem Zustand. 1975 erwarb die Bank für Brau-Industrie die Villa und ließ sie für 4 Millionen DM sanieren. Die Sanierung wurde durch den Hamburger Architekten Cäsar Pinnau geleitet, der viele Bauvorhaben für die Oetker-Gruppe verantwortet hatte.
Die Bank, die ab 1986 als Frankfurter Bankgesellschaft von 1899 firmierte, nutzte das Haus als Zentrale. Daneben veranstaltet sie ab 1987 regelmäßig öffentliche Musikabende im Haus. Seit der Verschmelzung der Frankfurter Bankgesellschaft mit dem Bankhaus Lampe nutzt das Bankhaus Lampe das Gebäude.

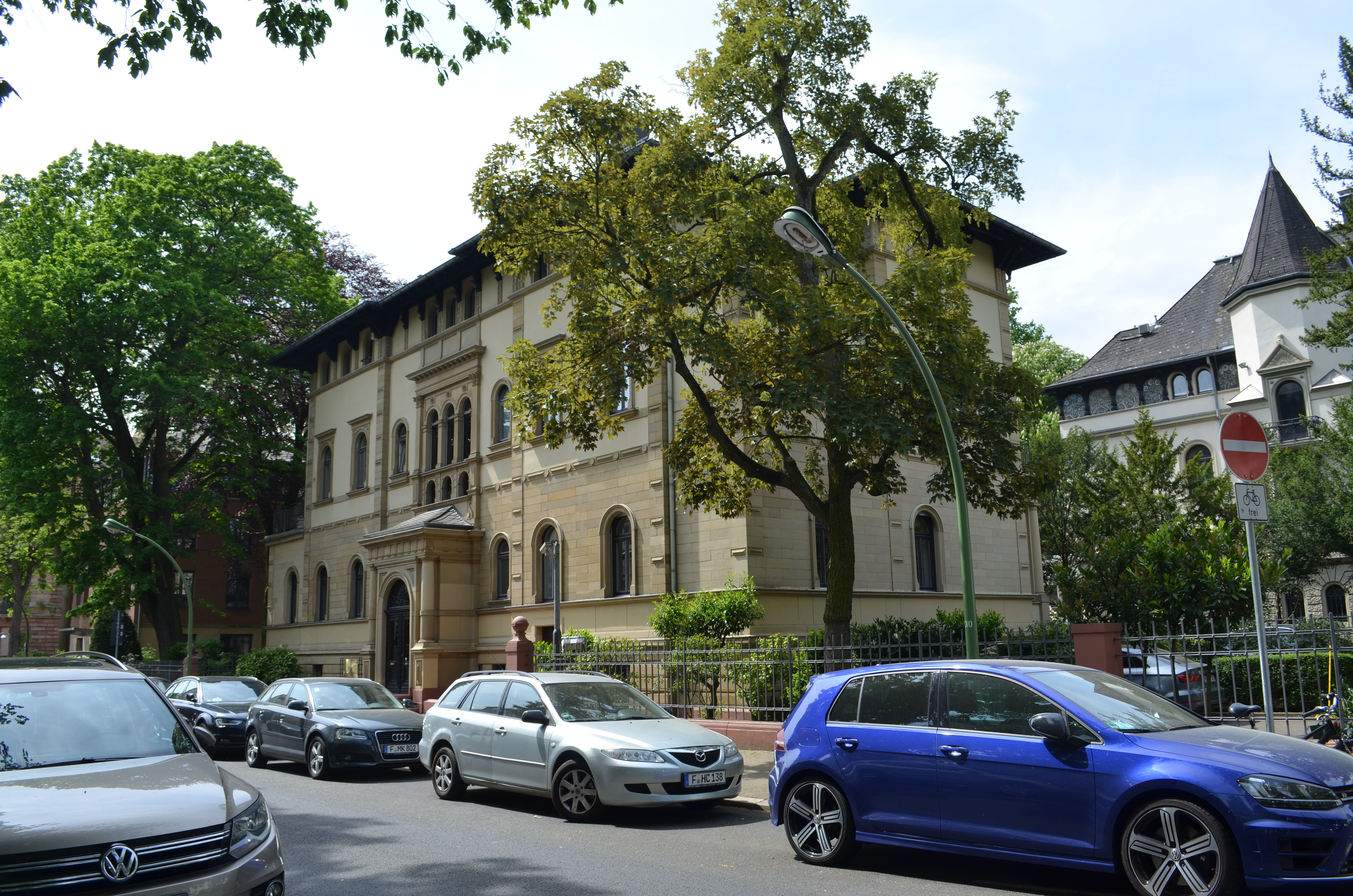
Villa Kissel
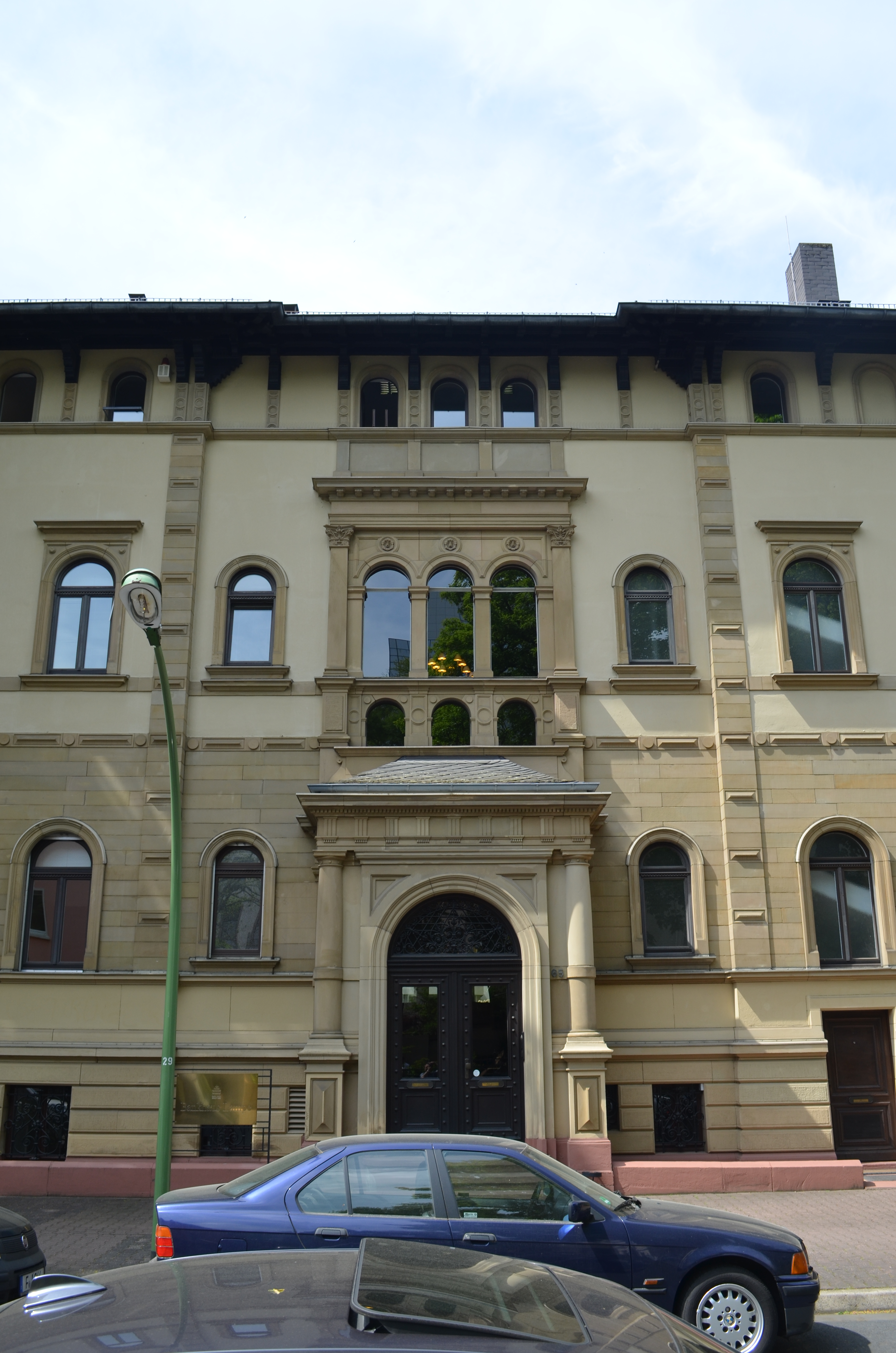
Eingang
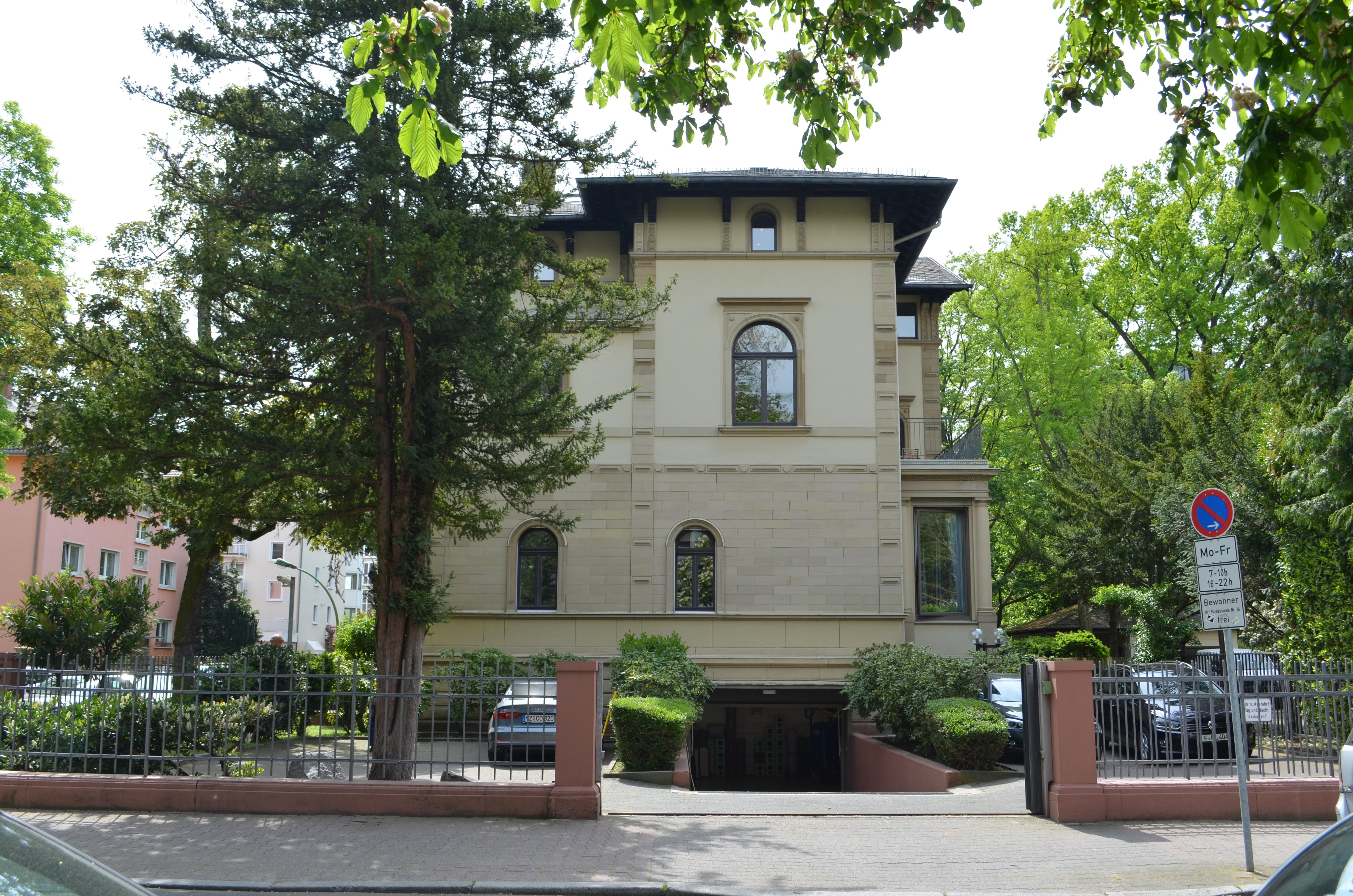
Seitenansicht